# Hautevesnes
Hautevesnes település Franciaországban, Aisne megyében. Lakosainak száma 162 fő (2022. január 1.). Hautevesnes Bussiares, Courchamps, Licy-Clignon, Monnes, Priez, Saint-Gengoulph és Veuilly-la-Poterie községekkel határos.

## Népesség
A település népességének változása:
| Lakosok száma | 119  | 105  | 102  | 124  | 166  | 170  | 167  | 159  | 160  | 162  |
|               | 1968 | 1982 | 1990 | 2006 | 2013 | 2015 | 2017 | 2019 | 2020 | 2022 |